# Svenska Vegetariska Föreningen
Svenska Vegetariska Föreningen (SVF) är en partipolitiskt och religiöst obunden förening, som vill främja en vegetarisk livsstil och sprida vegetarismens idéer.
För att uppnå dessa mål håller man föredrag, seminarier och matlagningskurser, deltar i mässor och andra evenemang och bedriver opinionsbildande verksamhet i form av skrivelser, debattartiklar och uppvaktningar av myndigheter och beslutsfattare.
SVF grundades den 13 februari 1903 av Johan L Saxon.